# Seznam evroposlancev iz Združenega kraljestva (1994–1999)
Seznam evroposlancev iz Združenega kraljestva' v mandatu 1994-1999.

## Seznam
| Ime                   | Stranka               | Okrožje                                |
| A                     |                       |                                        |
| Gordon Adam           | Delavska stranka      | Northumbria                            |
| B                     |                       |                                        |
| Richard Balfe         | Delavska stranka      | London South Inner                     |
| Roger Barton          | Delavska stranka      | Sheffield                              |
| Angela Billingham     | Delavska stranka      | Northamptonshire & Blaby               |
| David Bowe            | Delavska stranka      | Cleveland & Richmond                   |
| C                     |                       |                                        |
| Bryan Cassidy         | Konzervativna stranka | Dorset & East Devon                    |
| Giles Chichester      | Konzervativna stranka | Devon & East Plymouth                  |
| Kenneth Coates        | Delavska stranka      | Nottinghamshire North & Chesterfield   |
| Kenneth Collins       | Delavska stranka      | Strathclyde East                       |
| John Corrie           | Konzervativna stranka | Worcestershire & South Warwickshire    |
| Peter Crampton        | Delavska stranka      | Humberside                             |
| Christine Crawley     | Delavska stranka      | Birmingham East                        |
| Tony Cunningham       | Delavska stranka      | Cumbria & Lancashire North             |
| D                     |                       |                                        |
| Wayne David           | Delavska stranka      | South Wales Central                    |
| Alan Donnelly         | Delavska stranka      | Tyne and Wear                          |
| Brendan Donnelly      | Con (Ind) (PEC)       | Sussex South & Crawley                 |
| E                     |                       |                                        |
| James Elles           | Konzervativna stranka | Buckinghamshire & Oxfordshire East     |
| Michael Elliott       | Delavska stranka      | London West                            |
| Robert Evans          | Delavska stranka      | London North West                      |
| Winnie Ewing          | SNP                   | Highlands and Islands                  |
| F                     |                       |                                        |
| Alexander Falconer    | Delavska stranka      | Mid Scotland & Fife                    |
| Glyn Ford             | Delavska stranka      | Greater Manchester East                |
| G                     |                       |                                        |
| Pauline Green         | Delavska stranka      | London North                           |
| H                     |                       |                                        |
| David Hallam          | Delavska stranka      | Herefordshire & Shropshire             |
| Veronica Hardstaff    | Delavska stranka      | Lincolnshire & Humberside South        |
| Lyndon Harrison       | Delavska stranka      | Cheshire West & Wirral                 |
| Mark Hendrick         | Delavska stranka      | Lancashire Central                     |
| Michael Hindley       | Delavska stranka      | Lancashire South                       |
| Richard Howitt        | Delavska stranka      | Essex South                            |
| Stephen Hughes        | Delavska stranka      | Durham                                 |
| John Hume             | SDLP                  | Severna Irska                          |
| J                     |                       |                                        |
| Caroline Jackson      | Konzervativna stranka | Wiltshire North & Bath                 |
| K                     |                       |                                        |
| Edward Kellett-Bowman | Konzervativna stranka | Itchen, Test and Avon                  |
| Hugh Kerr             | Lab (Ind) (SSP)       | Essex West & Hertfordshire East        |
| Glenys Kinnock        | Delavska stranka      | South Wales East                       |
| L                     |                       |                                        |
| Alfred Lomas          | Delavska stranka      | London North East                      |
| M                     |                       |                                        |
| Allan Macartney       | SNP                   | North East Scotland                    |
| David Martin          | Delavska stranka      | Lothians                               |
| Graham Mather         | Konzervativna stranka | Hampshire North & Oxford               |
| Arlene McCarthy       | Delavska stranka      | Peak District                          |
| Michael McGowan       | Delavska stranka      | Leeds                                  |
| Anne McIntosh         | Konzervativna stranka | Essex North & Suffolk South            |
| Hugh McMahon          | Delavska stranka      | Strathclyde West                       |
| Edward McMillan-Scott | Konzervativna stranka | North Yorkshire                        |
| Eryl McNally          | Delavska stranka      | Bedfordshire & Milton Keynes           |
| Thomas Megahy         | Delavska stranka      | Yorkshire South West                   |
| Bill Miller           | Delavska stranka      | Glasgow                                |
| James Moorhouse       | Con (L Dem)           | London South & Surrey East             |
| Eluned Morgan         | Delavska stranka      | Mid and West Wales                     |
| David Morris          | Delavska stranka      | South Wales West                       |
| Simon Murphy          | Delavska stranka      | Midlands West                          |
| N                     |                       |                                        |
| Clive Needle          | Delavska stranka      | Norfolk                                |
| Stan Newens           | Delavska stranka      | London Central                         |
| Edward Newman         | Delavska stranka      | Greater Manchester Central             |
| Jim Nicholson         | UUP                   | Severna Irska                          |
| O                     |                       |                                        |
| Christine Oddy        | Delavska stranka      | Coventry & North Warwickshire          |
| P                     |                       |                                        |
| Ian Paisley           | DUP                   | Severna Irska                          |
| Roy Perry             | Konzervativna stranka | Wight & Hampshire South                |
| Lord Plumb            | Konzervativna stranka | The Cotswolds                          |
| Anita Pollack         | Delavska stranka      | London South West                      |
| James Provan          | Konzervativna stranka | South Downs West                       |
| R                     |                       |                                        |
| Imelda Read           | Delavska stranka      | Nottingham & Leicestershire North West |
| S                     |                       |                                        |
| Barry Seal            | Delavska stranka      | Yorkshire West                         |
| Brian Simpson         | Delavska stranka      | Cheshire East                          |
| Peter Skinner         | Delavska stranka      | Kent West                              |
| Alex Smith            | Delavska stranka      | South Of Scotland                      |
| Tom Spencer           | Con (Ind)             | Surrey                                 |
| Shaun Spiers          | Delavska stranka      | London South East                      |
| John Stevens          | Con (Ind) (PEC)       | Thames Valley                          |
| Kenneth Stewart       | Delavska stranka      | Merseyside West                        |
| Jack Stewart-Clark    | Konzervativna stranka | East Sussex & Kent South               |
| Robert Sturdy         | Konzervativna stranka | Cambridgeshire                         |
| T                     |                       |                                        |
| Michael Tappin        | Delavska stranka      | Staffordshire West & Congleton         |
| Robin Teverson        | Lib Dem               | Cornwall & West Plymouth               |
| David Thomas          | Delavska stranka      | Suffolk & South West Norfolk           |
| Gary Titley           | Delavska stranka      | Greater Manchester West                |
| John Tomlinson        | Delavska stranka      | Birmingham West                        |
| Carole Tongue         | Delavska stranka      | London East                            |
| Peter Truscott        | Delavska stranka      | Hertfordshire                          |
| W                     |                       |                                        |
| Susan Waddington      | Delavska stranka      | Leicester                              |
| Graham Watson         | Lib Dem               | Somerset & North Devon                 |
| Mark Watts            | Delavska stranka      | Kent East                              |
| Norman West           | Delavska stranka      | Yorkshire South                        |
| Ian White             | Delavska stranka      | Bristol                                |
| Phillip Whitehead     | Delavska stranka      | Staffordshire East & Derby             |
| Joe Wilson            | Delavska stranka      | North Wales                            |
| Terry Wynn            | Delavska stranka      | Merseyside East & Wigan                |